# يان رايت
يان رايت (بالإنجليزية: Ian Wright)‏ (10 مارس 1972 في المملكة المتحدة - ) هو لاعب كرة قدم بريطاني في مركز الدفاع. لعب مع ستوك سيتي ونادي بريستول روفيرز ونادي بيرتن ألبيون وهال سيتي ونادي هدنسفورد تاون وChasetown F.C. ‏ ونادي هيرفورد ونادي كوربي تاون.

## وصلات خارجية
- يان رايت على موقع قاعدة بيانات كرة القدم.إي يو (الإنجليزية)
- يان رايت على موقع Soccerbase.com (لاعب) (الإنجليزية)